# Liste der Bodendenkmale in Schellerten
In der Liste der Bodendenkmale in Schellerten sind die Bodendenkmale der niedersächsischen Gemeinde Schellerten aufgeführt. Die Quelle ist der Denkmalatlas Niedersachsen.
- Diese Liste erhebt keinen Anspruch auf Vollständigkeit.
- Die Angaben ersetzen nicht die rechtsverbindliche Auskunft der zuständigen Denkmalschutzbehörde.
- Es sind nur Daten aus dem Denkmalatlas verarbeitet.
- Der Stand der Liste ist der 2. Juni 2025.

Schellerten im Landkreis Hildesheim

## Allgemein
In den Spalten finden sich folgende Informationen des Bodendenkmales:
| Lage         | geographische Koordinaten                                                           |
| Bezeichnung  | Bezeichnung lt. Denkmalatlas                                                        |
| Beschreibung | Beschreibung lt. Denkmalatlas                                                       |
| ID           | Objekt-ID                                                                           |
| Bild         | Bild, ggf. zusätzlich mit Link zu weiteren Fotos im Medienarchiv Wikimedia Commons. |

## Dinklar
| Lage                       | Bezeichnung      | Beschreibung | ID       | Bild           |
| -------------------------- | ---------------- | --- | -------- | -------------- |
| 52° 9′ 46″ N, 10° 3′ 58″ O | Dinklar 7, Motte | Der hochmittelalterliche Burghügel liegt unweit der Kirche, Dm. ca. 42 m und H. ca. 4,35 m. Besonders im NW ist deutlich eine um den Hügelfuß verlaufende Grabenmulde zu erkennen. An den übrigen Seiten ist wegen starker Störungen und Auffüllungen der Graben kaum oder gar nicht mehr zu erkennen. Abgesehen vom Burghügel als Überreste einer Motte gibt es hierzu keine archäologischen oder schriftlichen Quellen. Dennoch handelt es sich um ein ortsprägendes Beispiel als Zeugnis eines kleinen adeligen bzw. herrschaftlichen Sitzes aus dem Mittelalter. | 32216051 | Weitere Bilder |